# Сподња Полскава
Сподња Полскава (словен. Spodnja Polskava) је насељено место у општини Словенска Бистрица, Подравска регија, Словенија.

## Историја
До територијалне реорганизације у Словенији била је у саставу старе општине Словенска Бистрица.

## Становништво
У попису становништва из 2011. године, Сподња Полскава је имала 936 становника.
| Број становника према пописима | Број становника према пописима | Број становника према пописима |
| ------------------------------ | ------------------------------ | ------------------------------ |
| 1991                           | 2002                           | 2011                           |
| 732                            | 814                            | 936                            |

Напомена: Године 1955. повећано за насеље Фрајштајн, које је укинуто.